# برنامج الحد الأدنى

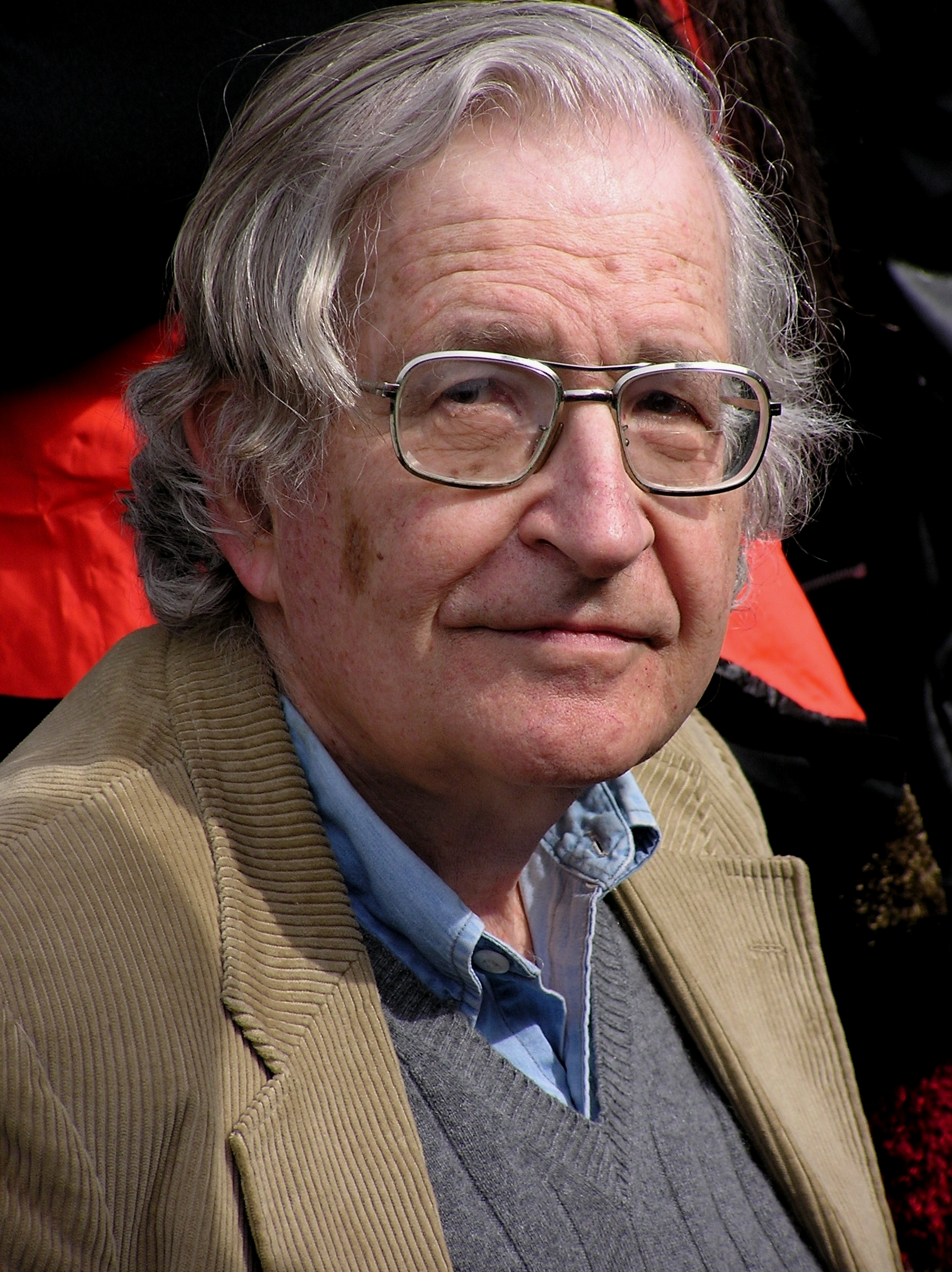

في علم اللغويات، برنامج الحد الأدنى هو خط رئيسي في التحقيق اللغوي، تطور في مجال النحو التوليدي منذ أوائل التسعينيات من القرن الماضي ابتداءً من ورقة نشرها نعوم تشومسكي عام 1993.
يقدم تشومسكي برنامج الحد الأدنى كبرنامج، لا كنظرية، بعد التفرقة التي وضعها إمري لاكتوس بين الاثنين. يعتبر برنامج الحد الأدنى طريقة تحقيق تتميز بمرونة الاتجاهات المتعددة الممكنة في ظل الحد الأدنى الخاص بها. في النهاية، يقدم برنامج الحد الأدنى إطارًا مفاهيميًا يستخدم لتوجيه تطور نظرية اللغويات. في برنامج الحد الأدنى، يحاول تشومسكي أن يقترب من نحو كلي من الأسفل، وهو ما يطرح السؤال «ما هي الإجابة المُثلى على ما يجب أن تكون عليه نظرية اللغة الداخلية؟».
بالنسبة لتشومسكي، هناك أسئلة للحد الأدنى، لكن الأسئلة يمكن أن تكون داخل إطار أي نظرية. هناك اثنان من هذه الأسئلة كلها يلعبان الدور الأكثر أهمية وهما:
- ما هي اللغة؟
- لم تمتلك هذه الصفات التي لديها؟

## الأهداف النظرية

### الكمال
يستحث برنامج الحد الأدنى فكرة أن قدرة اللغة في البشر تظهر علامات على كونها مُتضمنة في تصميم أمثل بتنظيم رائع، وهو ما يقترح أن الأعمال الداخلية تتفق مع قانون حسابي شديد البساطة أو عضو عقلي محدد. بكلمات أخرى، يعمل برنامج الحد الأدنى على افتراض أن النحو الكلي يكون تصميمًا كاملًا بمعنى أنه يحتوي فقط على ما هو ضروري لتلبية احتياجات البشر المعرفية والحسية (الصوتية).
من الناحية النظرية، وفي سياق النحو التوليدي، يرسم برنامج الحد الأدنى على منهج الحد الأدنى لبرنامج المبادئ والبارامترات، وهو ما يُعتبر النموذج النظري المعياري النهائي الذي أنشأه علم اللغويات التوليدي منذ ثمانينيات القرن الماضي. ما يقترحه هذا المنهج هو أن وجود مجموعة ثابتة من المبادئ الصالحة لكل اللغات، التي عند اجتماعها بقواعد مجموعة نهائية للتحولات الثنائية (البارامترات)، قد تصف الخصائص المعنية التي تميز نظام اللغة وهي ما يتوصل إليها الطفل في النهاية.
يهدف برنامج الحد الأدنى إلى محاولة معرفة كم من المبادئ ونماذج البارامترات، يمكن أن تؤخذ كنتيجة لهذا التصميم الافتراضي الرائع ذي الكفاءة الحسابية لقدرة اللغة البشرية. وبالتالي، تقدم نسخٌ أكثر تطورًا من منهج المبادئ والبارامترات مبادئَ تقنية، التي يبدو أن برنامج الحد الأدنى يتبعها.

### الاقتصاد
يهدف برنامج الحد الأدنى إلى مواصلة تطوير الأفكار التي تتضمن اقتصاد الاشتقاق واقتصاد التمثيل، التي بدأت أن تصبح هامة في بدايات التسعينيات من القرن الماضي، لكنها كانت لا تزال جوانب سطحية من النحو التحويلي.
- اقتصاد الاشتقاق هو مبدأ يقول إن الحركات (أي التحويلات) تحدث فقط كي تماثل سمات قابلة للتفسير بسمات غير قابلة للتفسير. من أمثلة السمات القابلة للتفسير تصريف الجمع في الأسماء الإنجليزية العادية، مثل كلاب. فكلمة كلاب تستخدم فقط للإشارة إلى عدة كلاب لا إلى كلب واحد. وهكذا يسهم هذا التصريف في المعنى، جاعلًا إياه قابلًا للتفسير. تُصَرَّف الأفعال في اللغة الإنجليزية وفقًا لعدد من قام بالفعل، لكن تصبح هذه المعلومة قابلة للتفسير فقط عندما تتكون علاقة بين الفعل والفاعل وبذلك تصير حركة الفاعل مطلوبة.
- اقتصاد التمثيل هو مبدأ ينص على أن الهياكل النحوية يجب أن توجد لغرض، أي أن هيكل الجملة يجب ألا يكون أكبر أو أكثر تعقيدًا مما هو مطلوب لتلبية القيود التي تضعها القواعد النحوية وهي تكافئ القيود على وضع الخرائط بين الواجهات المفاهيمية/ المقصودة والحسية-الحركية في النظام الأمثل الذي يسعى مذهب الحد الأدنى لاستكشافه.